# Радиофар
Радиофар, радиомаяк или радиобуй е радиопредавателна станция с точно известни координати, която се използва за навигация в авиацията и корабоплаването.
Използването на радиофарове в авиацията е стандартизирано от ИКАО анекс 10, където се указват честоти на излъчване от 190 kHz до 1750 kHz, въпреки че всички радиомаяци в Северна Америка работят на честоти от 190 kHz и 535 kHz.
Всеки радиофар се идентифицира с 1, 2 или 3 знака от морзовия код. В Канада идентификаторите на някои фарове съдържат цифри.